# سیکستن بوستروم
سیکستن بوستروم (فنلاندی: Sixten Boström؛ زادهٔ ۱۵ سپتامبر ۱۹۶۳) بازیکن سابق و مربی فوتبال اهل فنلاند است.
از باشگاه‌هایی که در آن بازی کرده‌است می‌توان به باشگاه فوتبال هلسینکی، باشگاه فوتبال هکن، و باشگاه فوتبال کوسیسی اشاره کرد.
وی همچنین در تیم‌های ملی فوتبال زیر ۲۱ سال فنلاند و فنلاند بازی کرده‌است.